# هوی کرل
هَوی کَرِل (عبری: חוי כראל‎) استاد فلسفه در دانشگاه بریستول است.

## تحصیلات و شغل
کرل برای اخذ مدرک لیسانس و کارشناسی ارشد در دانشگاه تل‌آویو تحصیل کرد و مدرک دکترا را در دانشگاه اسکس دریافت کرد. او مدرس دانشگاه غرب انگلستان بود و بعنوان مدرس ارشد به دانشگاه بریستول نقل مکان کرد و بعداً به عنوان استاد تمام ارتقاء یافت.
علائق و تحقیقات کرل بیشتر در مورد فلسفه پزشکی، پدیدارشناسی، فلسفه مرگ، بی عدالتی معرفتی و سلامتی، بیماری، کودکان و فیلم و فلسفه است. کرل برای کار و تحقیقات خود در زمینه پدیدارشناسی بیماری جسمانی شناخته شده‌است، و پروژه AHRC خود را با بودجهٔ خویش در مفاهیم سلامت و بیماری (از سال ۲۰۰۹ تا ۲۰۰۱) به رهبری گرفت؛ همچنین بنیاد «لورهولم تراست» را از سال ۲۰۱۱ تا ۲۰۱۲ تأمین مالی کرد. وی از سال ۲۰۱۲ تا ۲۰۱۳ بورسیه تحصیلی میان دوره شغلی آکادمی بریتانیا را دارا بود و در حال حاضر در مؤسسه تحقیقاتی-خیریهٔ ولکام تراست، دارای پروژه بودجه جایزه محقق ارشد برای پروژهٔ «زندگی نفس» می‌باشد.
در سال ۲۰۰۶، کرل به بیماری لمفانجولیومایومتوزیس (LMA)، یک بیماری ریه محدود کننده زندگی مبتلا شد. بسیاری از آثار و فعالیت‌های دانشگاهی او نشان دهندهٔ تجربیات زندگی خود او به عنوان یک بیمار است.

## نوشته‌های منتخب

### تک نگاری
- پدیدارشناسی بیماری (آکسفورد: انتشارات دانشگاه آکسفورد، ۲۰۱۸).
- زندگی و مرگ در فروید و هایدگر (آمستردام: رودوپی 2014).[۵]
- بیماری: فریاد گوشت، چاپ دوم. (لندن: روتلج، ۲۰۱۳).
- بیماری: فریاد گوشت، چاپ اول. (دورام: آکومن، ۲۰۰۸).

### جلدهای ویرایش شده
- طبیعت بشری و تجربه، با همکاری داریان میخام (کمبریج: انتشارات دانشگاه کمبریج، ۲۰۱۳).
- سلامتی، بیماری و مریضی: مقالات فلسفی، با همکاری راشل کوپر (ویرایش Durham: Acumen 2012).
- برداشتهای جدید در فلسفه فیلم، با همکاری گرگ تاک (ویرایش بیسینگ‌استوک: پالگراو مک‌میلان، ۲۰۱۰). * فلسفه چیست، با همکاری دیوید گیمز (لندن "کانتینیوم، ۲۰۰۴)

### مقالات ژورنال منتخب
- «عملکرد بهداشتی، ناعادلتی معرفتی و طبیعت‌گرایی» با همکاری یان جیمز کید، اشتباهات در عمل معرفتی (کمبریج: انتشارات دانشگاه کمبریج، 2019).[۶]
- «تنگی نفس مزمن: دوباره به نشانه‌ها فکر کنید»، با جی. مک‌ناوتن، آر. اکسلی، ای. راشل، ای. رز، جی. داد، مجله تنفسی اروپا، (2018).[۷]
- «تنگی نفس: شکاف بین اندازه‌گیری هدف و تجربه ذهنی»، طب تنفسی لنست ۶. (۲۰۱۸): ۳۳۲–۳۳۳.
- «تنگی نفس: علائم نامرئی»، در لنارت آسکوف و پتری برندسون، اتمسفر تنفس: سؤالاتی در باب فلسفه (نیویورک: خبرگزاری سونی، ۲۰۱۸)، 364-382.[۸]
- «تنگی نفس: از علائم جسمی گرفته تا تجربه فلسفه وجود»، با تی. ویلیامز، در کوین آهو. پزشکی وجودی: مقاله‌هایی در مورد سلامت و بیماری (نیویورک: رومن & لیتلفیلد، 2018).[۹]
- «بررسی بدن پریشان توسط درو لدر»، مجله پزشکی و فلسفه ۴3 (2018): ۳۶۱–۳۶۷،[۱۰]
- «بدنامی، تکنولوژی و نقاب سازی: سمعک و اکسیژن سرپایی»، با سی. مک‌گیر در دیوید واسمن و آدام کورتون. کتاب راهنمای فلسفه معلولیت آکسفورد (آکسفورد: انتشارات دانشگاه آکسفورد، 2018).[۱۱]
- «حتی اساتید اخلاق نیز قادر به بازگشت کتاب‌های کتابخانه ای نیستند»، فلسفه، روانپزشکی و روانشناسی 24 (2018): 211-213.[۱۲]
- «فضیلت در کسری بودجه: قهرمان ۹ ساله»، لانس 389 (2017: 1094-1095.[۱۳]
- «بی عدالتی معرفتی و بیماری»، با همکاری ایان جیمز کید، مجله فلسفه کاربردی، 34 (2017): 172-190.[۱۴]
- «بی عدالتی معرفتی در مواجهه با بهداشت: شواهدی از سندرم خستگی مزمن»، با همکاری سی. بلیس و کی. گراتی، مجله اخلاق پزشکی، 43 (2017): 549-557.[۱۵]
- «فضیلت بدون تعالی، تعالی بدون سلامتی»، چاپ تکمیلی انجمن ارسطو، 90 (2016): 237-253.[۱۶]
- "اگر مجبور شوم مثل شما زندگی کنم، فکر می‌کنم خودم را می‌کشم": ابعاد اجتماعی تجربه بیماری"، در دی. موران و تی. سزانتو (eds.)، پدیدارشناسی اجتماعی: کشف "ما" (لندن: Routledge، ۲۰۱۶)، ۱۷۳–۱۸۶.
- "رنج نامرئی: بی نظمی در داخل و خارج از کلینیک"، با همکاری جی. مک‌ناوتن و جی. داد، طب تنفسی لنست، 3 (2015): ۲۷۸–۲۷۹.
- "بی عدالتی معرفتی در بهداشت و درمان: یک تحلیل فلسفی"، با همکاری یان جیمز کید، پزشکی، بهداشت و درمان و فلسفه، 17 (2014): 529-540.[۱۷]
- «دیده می‌شود اما شنیده نمی‌شود: کودکان و بی عدالتی معرفتی»، با جی. جیورفی، لنست، 384 (2014): 1256-1257.[۱۸]
- «شک بدنی»، مجله مطالعات آگاهی، 20 (2013): 178-197.[۱۹]